# Vaudoy-en-Brie
Vaudoy-en-Brie ist eine französische Gemeinde mit 881 Einwohnern (Stand: 1. Januar 2022) im Département Seine-et-Marne in der Region Île-de-France. Sie gehört zum Arrondissement Provins und zum Kanton Fontenay-Trésigny (bis 2015: Kanton Rozay-en-Brie). Die Einwohner werden Vaudoyens genannt.

## Geographie
Vaudoy-en-Brie liegt etwa 40 Kilometer ostsüdöstlich von Paris. Umgeben wird Vaudoy-en-Brie von den Nachbargemeinden Beautheil-Saints im Norden, Amillis im Nordosten, Jouy-le-Châtel im Osten und Südosten, Pécy im Süden, Voinsles im Westen sowie Le Plessis-Feu-Aussoux und Touquin im Nordwesten.
Durch die Gemeinde führt die Route nationale 4 sowie der Fluss Visandre.

## Bevölkerungsentwicklung
| Jahr                      | 1962 | 1968 | 1975 | 1982 | 1990 | 1999 | 2006 | 2013 |
| Einwohner                 | 509  | 460  | 444  | 469  | 582  | 675  | 808  | 879  |
| Quelle: Cassini und INSEE |      |      |      |      |      |      |      |      |

## Sehenswürdigkeiten
Siehe auch: Liste der Monuments historiques in Vaudoy-en-Brie
- Kirche Saint-Médard aus dem Jahre 1540, seit 1921 Monument historique

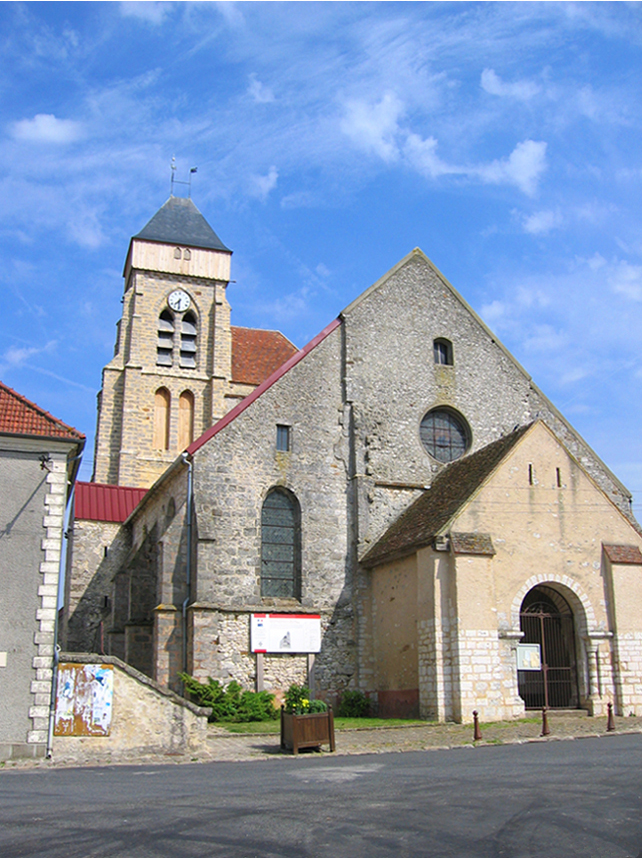
Kirche Saint-Médard

## Persönlichkeiten
- Suzanne Grandais (1893–1920), Schauspielerin, bei einem Verkehrsunfall hier gestorben
- Camille Montagne (1784–1866), Militär-Arzt und Biologe